# Ivan Vitaljevics Kuljak
Ivan Vitaljevics Kuljak (oroszul: Иван Витальевич Куляк, Obnyinszk, 2002. február 28. –) orosz szertornász.

## Életrajz
Kuljak 2006-ban, 4 évesen kezdett tornázni az oroszországi Kalugában, amikor édesanyja beíratta tornaórákra.

## Díjak, elismerések
- Sport mestere az Orosz Föderációban (2019)(wd)[2]